# Championnat du monde d'attelage à un cheval
Les championnats du monde d'attelage à un cheval délivrent tous les deux ans un titre de champion du monde individuel et un titre de champion du monde par équipe nationale.
La première édition de cet événement a eu lieu en 1998 à Fohlenhof-Ebbs en Autriche. Elle y a vu la Suède s'y imposer devenant ainsi la première nation championne du monde de l'histoire de cette discipline. En individuel, le titre est revenu à la Finlandaise Arja Mikko en individuel. Il faudra attendre 2006 et l'édition en Italie pour voir la Suède détrônée par la Grande-Bretagne, puisque le royaume jaune et bleu avait remporté toutes les éditions entre 1998 et 2004.
2008 : date à inscrire en lettres d'or. Jarantow petite bourgade perdue dans la campagne polonaise, a été le théâtre d'une Équipe de France composée de (Michael Sellier, Anne-Violaine Brisou et Yannick Cherel) ont décroché la première médaille d'or par équipe de l'histoire de l'attelage français, historique ! Il faudra attendre 23 ans et une édition au Haras du Pin en 2022 pour retrouver la France sur le toit du monde.
Deutsche Kraft mal vier : quadruplé allemand des éditions 2010, 2012, 2014 et 2016. 3 titres individuels en 3 ans. Depuis 2016, l'Allemagne attend toujours de mettre un athlète sur le podium en individuel.
Oh Canada ! Kelly Houttapels-Bruder apporte au Canada en 2020 et 2022 les seules médailles de son histoire, dernier Nord américain à être monté sur le podium est Fred Merriam en 2002. L'attente a été très longue pour cette partie du monde. Ils représentent à eux deux les seuls athlètes hors Europe médaillés en individuel. En équipe malgré 2 participations en 2018 et 2024, le Canada n'a jamais réussi à faire mieux qu'une 15e place. Seuls les USA ont réussi à mettre une équipe sur le podium, c'était en 1998 à Ebbs avec une médaille d'argent.
Enfin ! Hopp Schweiz. Après plusieurs années à entrevoir la gloire et les honneurs, Mario Gandolfo et Stefan Ulrich apportent enfin à la Suisse les médailles individuelles tant attendues ! Souvent médaillés par équipe mais jamais en individuel, voilà une bonne chose de faite. Au passage bravo à Mario Gandolfo qui devient aujourd'hui seul et unique athlète suisse titré en individuel. Rendez-vous à Munich pour défendre son titre.
Quelques mots sur Munich, le lieu qui accueillera l’événement et juste exceptionnel : il s'agit du Centre Olympique d'équitation qui avait été utilisé pour les Jeux olympiques de 1978 à Munich.

## Palmarès
| Année | Lieu                        | par équipe  | par équipe | par équipe | en individuel          | en individuel                 | en individuel                 |
| ----- | --------------------------- | ----------- | ---------- | ---------- | ---------------------- | ----------------------------- | ----------------------------- |
| 2026  | Munich (Allemagne)          |             |            |            |                        |                               |                               |
| 2024  | Haras du Pin (France)       | France      | Allemagne  | Suisse     | Mario Gandolfo         | Marion Vignaud                | Stefan Ulrich                 |
| 2022  | Haras du Pin (France)       | France      | Pays-Bas   | Allemagne  | Saskia Siebers         | Marion Vignaud                | Kelly Houttapels-Bruder (CAN) |
| 2020  | Pau (France)                | Pays-Bas    | France     | Pologne    | Saskia Siebers         | Kelly Houttapels-Bruder (CAN) | Bartolomej Kwiatek            |
| 2018  | Kronenberg (Pays-Bas)       | Pays-Bas    | France     | Pologne    | Bartolomej Kwiatek     | Saskia Siebers                | Marion Vignaud                |
| 2016  | Piber (Autriche)            | Allemagne   | Pologne    | Suisse     | Dieter Lauterbach      | Weronika Kwiatek              | Saskia Siebers                |
| 2014  | Izsák (Hongrie)             | Allemagne   | France     | Suisse     | Wilbrord van den Broek | Claudia Lauterbach            | Marlen Fallak                 |
| 2012  | Lezirias (Portugal)         | Allemagne   | Suisse     | Pays-Bas   | Christoph Dieker       | Michael Barbey                | Wilbrord van den Broek        |
| 2010  | Pratoni del Vivaro (Italie) | Allemagne   | Suisse     | Autriche   | Thorsten Zarembowicz   | Bartek Kwiatek                | Cristiano Cividini            |
| 2008  | Jarantów (Pologne)          | France      | Allemagne  | Suisse     | Jan van den Broek      | Anne-Violaine Brisou          | Jan Moonen                    |
| 2006  | Pratoni del Vivaro          | Royaume-Uni | Suède      | Allemagne  | Paul Sidwell           | Cecilia Qvarnstrom            | Dieter Lauterbach             |
| 2004  | Åstorp (Suède)              | Suède       | Finlande   | Pologne    | Marie Kahrle           | Jan van den Broek             | Ben Simonsen                  |
| 2002  | Conty (France)              | Suède       | Finlande   | Autriche   | Stéphane Chouzenoux    | Marie Kahrle                  | Fred Merriam                  |
| 2000  | Gladstone (États-Unis)      | Annulé      |            |            |                        |                               |                               |
| 1998  | Fohlenhof-Ebbs (Autriche)   | Suède       | États-Unis | Pays-Bas   | Arja Mikkonen          | Cecilia Qvarnstrom            | Rudolf Pirhofer               |